# Solanilla (La Fueva)
Solanilla (Solaniella en aragonés) es una localidad aragonesa (España) del municipio de La Fueva, en la comarca del Sobrarbe, provincia de Huesca. Actualmente está despoblado.

## Geografía
Solanilla se compone de varias casas, por lo que, en comparación con otros lugares que lo rodean (masías), es una población de cierto volumen. Se sitúa en las faldas de la sierra de Campanué que miran hacia La Fueva, en la bajante occidental de dicha sierra.

## Historia
Formó parte del municipio de Pallaruelo de Monclús junto con otras poblaciones de los alrededores: Lavilla, El Cotón y Latorre. Los núcleos en la parte fovana del Pallaruelo de Monclús tienen una pista forestal que los comunica con Formigales bajando por El Cotón, y con Troncedo por Latorre.